# Braunshardt
Braunshardt is een plaats in de Duitse gemeente Weiterstadt, deelstaat Hessen, en telt 4701 inwoners (2007).